# ISS Schweiz
ISS Schweiz ist ein im Jahre 1967 gegründetes Unternehmen, welches Dienstleistungen im Bereich Facilitymanagement erbringt. Es fungiert als Schweizer Tochtergesellschaft des dänischen Konzerns ISS A/S.
Das Unternehmen ist an 36 Standorten vertreten und gehört in der Schweiz zu den drei grössten Unternehmen in dieser Branche. Mit rund 12.500 Mitarbeitern gehört das Unternehmen zudem den grössten Arbeitgebern der Schweiz. Die grösste Kundengruppe sind mit einem Umsatzanteil von 38 Prozent die Sektoren Finanzdienstleistungen und IT.
Die Anfänge des Unternehmens liegen in Genf wo unter anderem erste Aufträge für das CERN und der Vereinten Nationen gewonnen werden konnten. Damals trat das Unternehmen noch unter dem Namen Swan Clean auf. Innerhalb von 10 Jahren wuchs der Mitarbeiterstand, auch durch Übernahmen, auf über 600 an. Durch eine Fusion mit dem Unternehmen HASCO 1993, sowie der Übernahme von SPC 1995, wurde die Expansion in die Deutschschweiz vorangetrieben. Mit der Übernahme des Unterhalts der Immobilien der neu gegründeten Swisscom ist das Unternehmen seit dem Ende der 90er-Jahre in allen Landesteilen präsent. Seit 2005 werden durch die Übernahme der Jakober AG und Notter Kanalservice AG unter dem Namen ISS Kanal Services auch schweizweit Kanalreinigungen angeboten. Im April 2021 verkaufte die ISS Schweiz ihre Beteiligung an der ISS Kanal Services im Rahmen eines Carve-out an KLAR Partners, einem europäischen Private-Equity-Unternehmen mit Sitz in London. 2016 und 2017 gewinnt das Unternehmen den Swiss Arbeitgeber Award in der Kategorie "Grosse Unternehmen mit 1000+ Mitarbeiter".